# Ernst Lossa

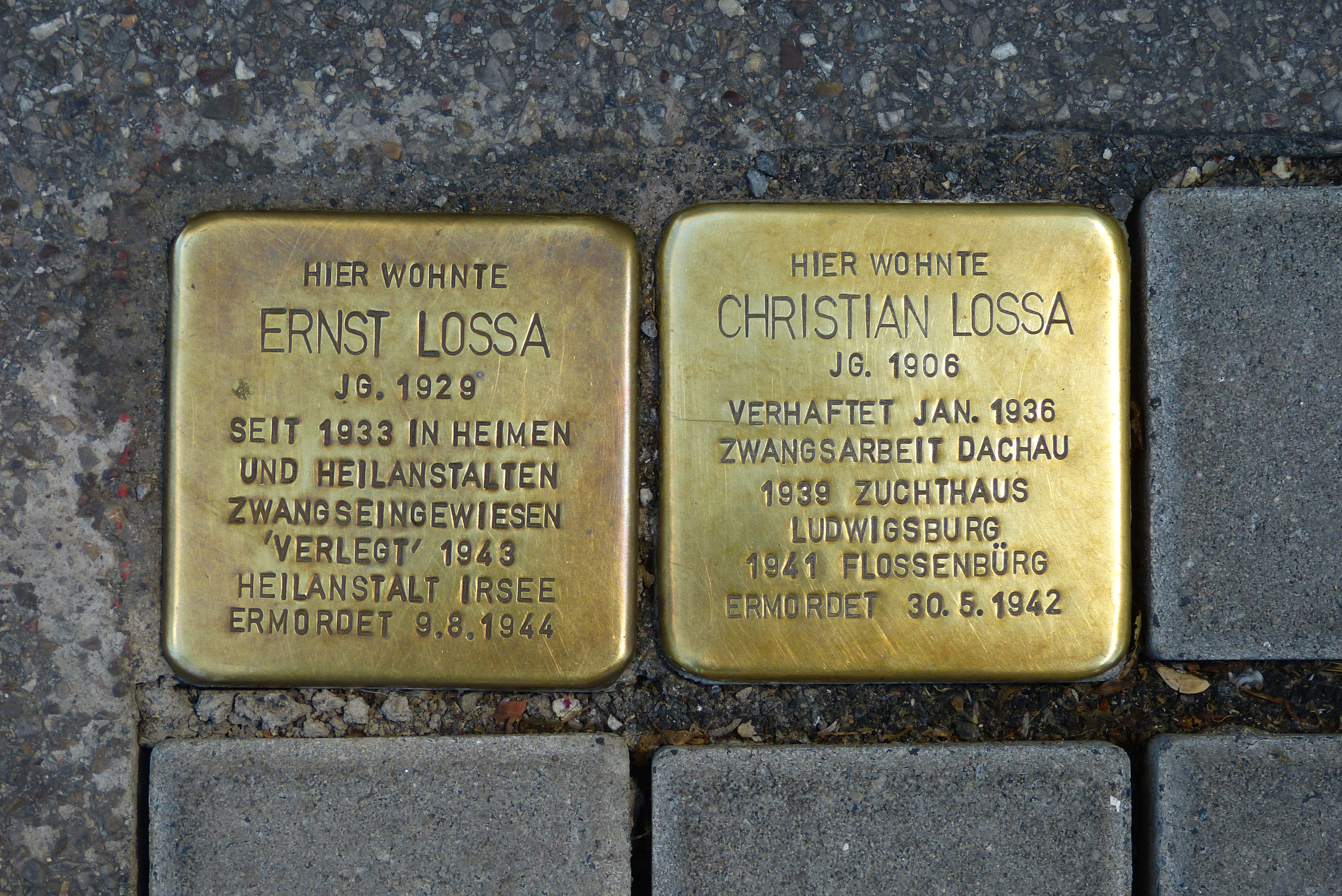
Pietre d'inciampo di Ernst Lossa e del padre Christian Lossa nella citta di Augusta in Germania

(Konrad Lorenz, 1940)
Ernst Lossa (Augusta, 1º novembre 1929 – Irsee, 9 agosto 1944) è stato un ragazzo Jenisch, cittadino tedesco bavarese. A soli 14 anni fu ucciso nella clinica di Irsee con due iniezioni letali di morfina e scopolamina durante la seconda fase dell'eutanasia nazista, la cosiddetta eutanasia selvaggia. Nella sua cartella clinica i medici nazisti scrissero: la morte è stata causata da broncopolmonite.

## La storia di Ernst Lossa

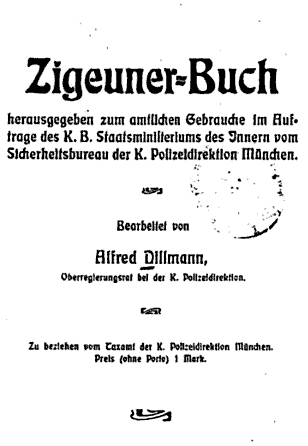
Lo Zigeuner-Buch, 1905

Lossa nacque ad Augusta nella Germania bavarese da genitori Jenisch, un ceppo nomade di zingari. La sua famiglia, composta dal padre Christian, dalla madre Anna e due sorelline più piccole, per guadagnarsi da vivere girava le città bavaresi e del sud della Germania disegnando immagini religiose. I genitori di Ernst, già dal lontano 1905, erano stati schedati dal governo del Länder in cui vivevano, ed inseriti nel Zigeuner-Buch, il libro degli zingari.
Quando sale al potere Adolf Hitler, poco dopo la nascita di Ernst, a causa della politica razziale dei nazisti, la vita, per tutti gli zingari, compresi gli stessi genitori di Ernst, diventa durissima a causa di divieti, di discriminazioni ed emarginazioni perpetrate contro le razze diverse, ritenute inferiori a quella ariana e che sfocerà ben presto in persecuzione, internamento ed eliminazione fisica. Quello fu il periodo in cui la politica di eugenetica nazista fu applicata anche agli stessi cittadini ariani handicappati  od ammalati, considerati inutili e costosi sia per l'entità delle cure, sia per i sussidi di assistenza da costoro percepiti e sottratti, secondo l'ottica nazista, all'apparato bellico tedesco. Per abbattere i costi, per tutti questi fu prevista l'eliminazione fisica con un programma scientifico, sistematico e segreto: l'eutanasia.
La famiglia Lossa non fu risparmiata da un simile trattamento. Ai genitori di Ernst, accusati di essere zingari e venditori ambulanti, fu tolta dapprima la patria potestà; Ernst e le due sorelline più piccole furono affidate di conseguenza ad un orfanotrofio di Augusta. La madre di Ernst poco dopo muore di tubercolosi; all'epoca Ernst aveva solo 4 anni. Il padre invece, dopo essere stato arrestato, fu deportato prima nel campo di concentramento di Dachau e quindi nel campo di concentramento di Flossenbürg, dove troverà in seguito la morte.
Ormai orfano, il piccolo Ernst vive una infanzia difficile, senza nessuna guida affettiva. Viene considerato dai medici e dagli educatori, un bambino difficile, irrequieto, ineducabile ed irrecuperabile. Viene messa in discussione la sua stessa sanità mentale per la convinzione razzista dei medici nazisti secondo la quale, essendo zingaro, Ernst fosse predisposto di natura ad avere turbe psicologiche. La sua candidatura al programma di morte per eutanasia era stata decisa.
È così che dopo un'infanzia di maltrattamenti e discriminazioni, non ultima una permanenza nel riformatorio giovanile di Dachau nel 1940, il giovane Ernst viene mandato nel 1942 all'ospedale psichiatrico di Kaufbeuren che si trova a pochi chilometri dalla sua filiale, la clinica della morte nel villaggio bavarese di Irsee.

### Ernst, giovane vittima delprogramma di eutanasia selvaggia
(Deposizione di un infermiere al 'processo ai dottori' del processo di Norimberga, Norimberga 1946.)

Kaufbeuren ed Irsee, sede e filiale delle esecuzioni per eutanasia

L'istituto psichiatrico di Kaufbeuren fu tristemente noto per il medico e psichiatra Valentin Faltlhauser, suo direttore. Faltlhauser fu l'inventore della cosiddetta Dieta E (Sonderkost), una dieta da fame, priva di grassi, a base di sole rape, cavoli e mele. Dieta 'mortale', imposta alle vittime, bambini ed adulti, con il chiaro proposito di eliminarle. Questa invenzione ebbe così successo che si estese ben presto a tutti i reparti di eutanasia della Germania nazista. Nelle intenzioni di Faltlhauser, quella dieta doveva portare ad una morte lenta in un periodo di massimo tre mesi. Questo medico nazista fu uno dei più zelanti fautori dell'eutanasia che perpetuò fra la sede di Kaufbeuren e la vicina filiale di Irsee. Quando la Germania si arrese, e Faltlhauser fu arrestato dagli statunitensi, si scoprì che il medico aveva continuato a praticare l'eutanasia e ad uccidere indisturbato fino a quando non venne scoperto.

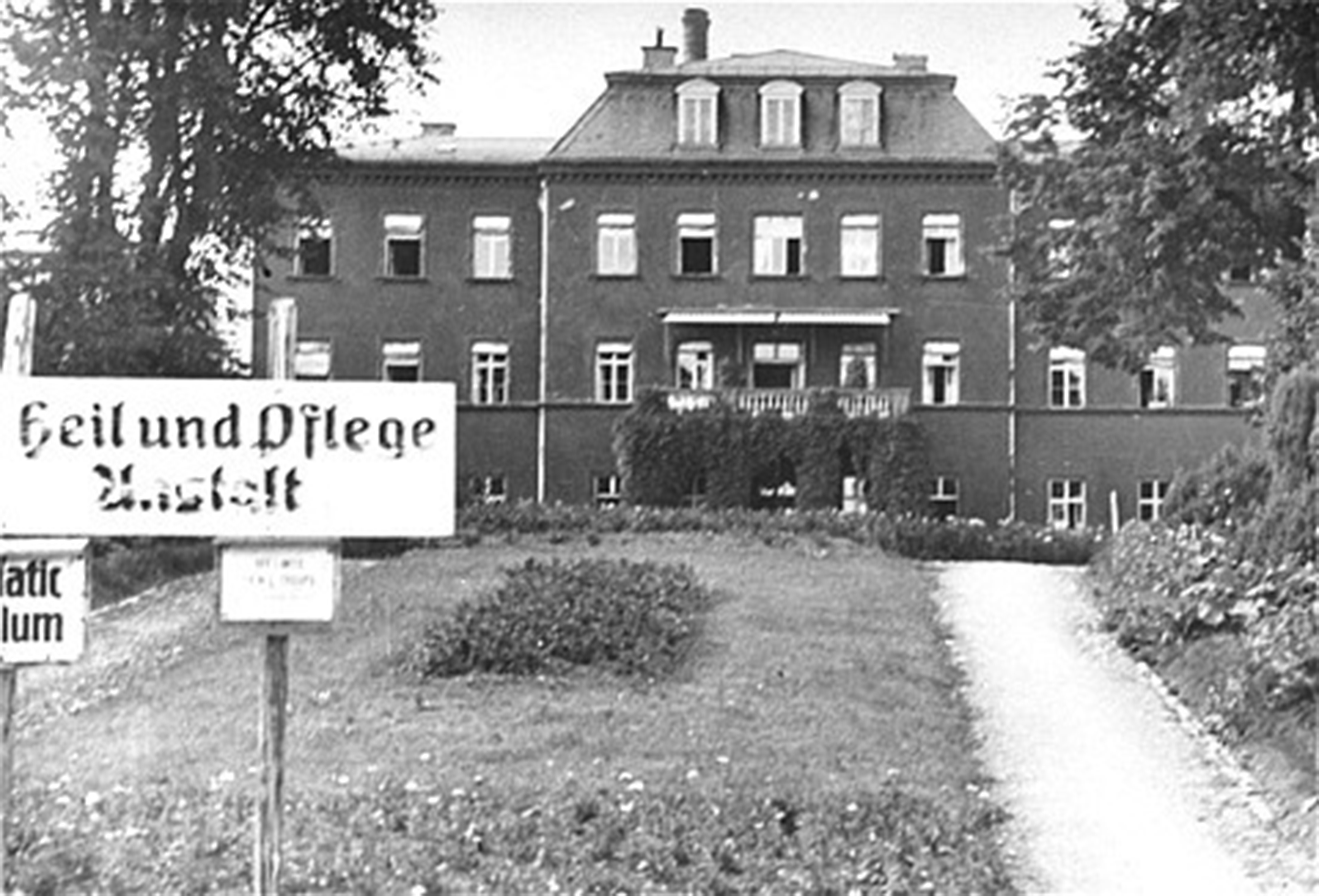
L'ospedale psichiatrico di Kaufbeuren, luglio 1945. Sul cartello all'ingresso era scritto: "Luogo per sanare e curare".

La sua ultima vittima era stata eliminata infatti il 29 maggio 1945, ovvero 21 giorni dopo la resa della Germania. Suor Wörle, una delle tante infermiere di Kaufbeuren ammise, senza nessuna riserva, di aver ucciso 210 bambini e di aver ricevuto un surplus di 35 marchi al mese sul suo normale stipendio per il lavoro straordinario dedicato a quelle uccisioni. La clinica di Irsee, a pochissimi chilometri dalla casa madre di Kaufbeuren e diretta sempre dal Faltlhauser, non faceva eccezione: anche qui venivano usati gli stessi metodi praticati nella sede centrale, dove per camuffare la reale attività di quell'istituto, un cartello all'ingresso recitava: Luogo per sanare e curare. Si calcola che in queste due cliniche furono soppressi da 1200 a 1600 pazienti, tra cui circa 210 bambini. Le due cliniche inoltre, furono luogo di transito per migliaia di persone, da eutanasizzare in massa, avviate verso più noti campi di sterminio.
Oltre alla Dieta E, in questi due centri della morte venivano somministrate anche terapie consistenti in iniezioni che prevedevano più soluzioni: Allucinogeni pericolosi come la scopolamina, alcaloidi tossici come la morfina e barbiturici nocivi come il veronal ed il luminal. Un programma che in seguito, dopo la guerra, sarebbe stato conosciuto e denominato come: Aktion T4.
Il programma Aktion T4 veniva attuato nell'ambito dell'eugenetica e dell'«igiene razziale», un programma che per i medici nazisti, quando testimoniarono a Norimberga, altro non era che un atto benevolo e pietoso, una morte per compassione. Con questi metodi e con quelli praticati nei luoghi della eutanasia di massa, dove migliaia di persone venivano gassate, nella seconda fase del programma eugenetico nazista conosciuto come eutanasia selvaggia, furono eliminate più di 140.000 persone, rispetto alla prima fase che portò alla eliminazione di solo 70.000 persone.

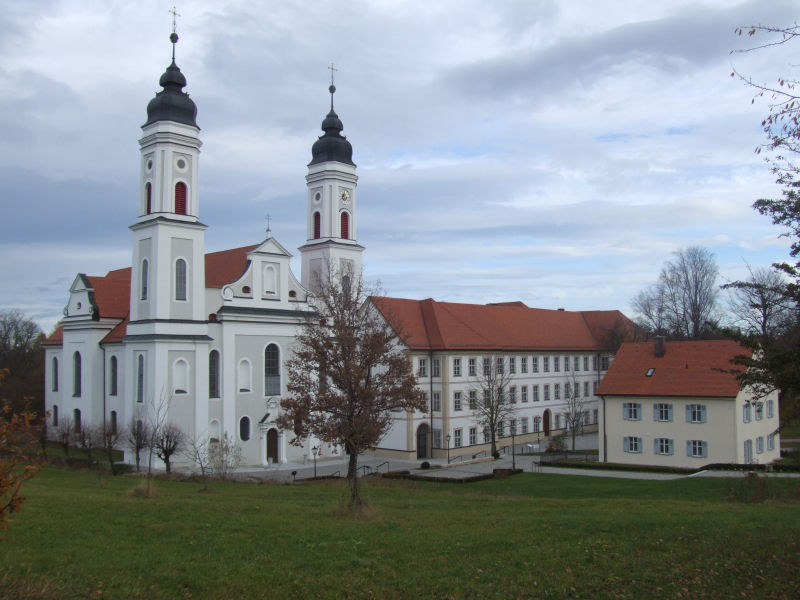
Il Monastero benedettino di Irsee, 1182. Il monastero dal 1939 al 1945 fu adibito come filiale dell'ospedale psichiatrico di Kaufbeuren e come tale, centro per l'eutanasia del programma eugenetico nazista. Oggi è un centro congressi con albergo

Ed è proprio questo l'ambiente in cui viene a trovarsi il giovane Ernst, trasferito ben presto perché considerato, senza nessuna valida ragione, malato di mente e non educabile, da Kaufbeuren alla filiale di Irsee. Chi provenendo da Kaufbeuren arrivava ad Irsee, vi giungeva solo per essere eliminato in brevissimo tempo. La clinica di Irsee era di fatto un vero e proprio braccio della morte. Qui però grazie alla simpatia, alla compassione e ad una certa considerazione mostrata degli infermieri, Ernst che doveva essere eliminato nel giro di pochi giorni, resistette addirittura un anno e mezzo. Dagli infermieri Ernst era considerato gentile e disponibile e sapevano che molte volte procurava del cibo agli internati più bisognosi, in genere mele precedentemente da lui rubate.
Dinnanzi al procrastinare degli infermieri per somministrargli iniezioni letali, i responsabili del comprensorio di Kaufbeuren-Irsee incaricarono del compito, probabilmente, l'infermiera nazista Pauline Kneissler, la cui fama era nota per aver procurato la morte per eutanasia a moltissime persone sia civili che militari. La Kneissler, con la scusa di somministrare un vaccino contro la febbre tifoidea, somministrò a Ernst un'overdose di un cocktail micidiale di morfina e scopolamina. Il 9 agosto 1944 Ernst Lossa muore nella clinica di Irsee.
I dipendenti della clinica, che in seguito testimoniarono al processo di Norimberga, asserirono che Lossa sapeva delle uccisioni che venivano fatte nell'istituto, sapeva anche che quella stessa sorte sarebbe presto toccata anche a lui. Si sospetta che la conoscenza di Ernst su queste esecuzioni abbia motivato il direttore amministrativo della clinica Josef Frick e probabilmente anche il medico Valentin Faltlhauser, per l'eliminazione del ragazzo jenisch.

### La deposizione di un infermiere al processo di Norimberga

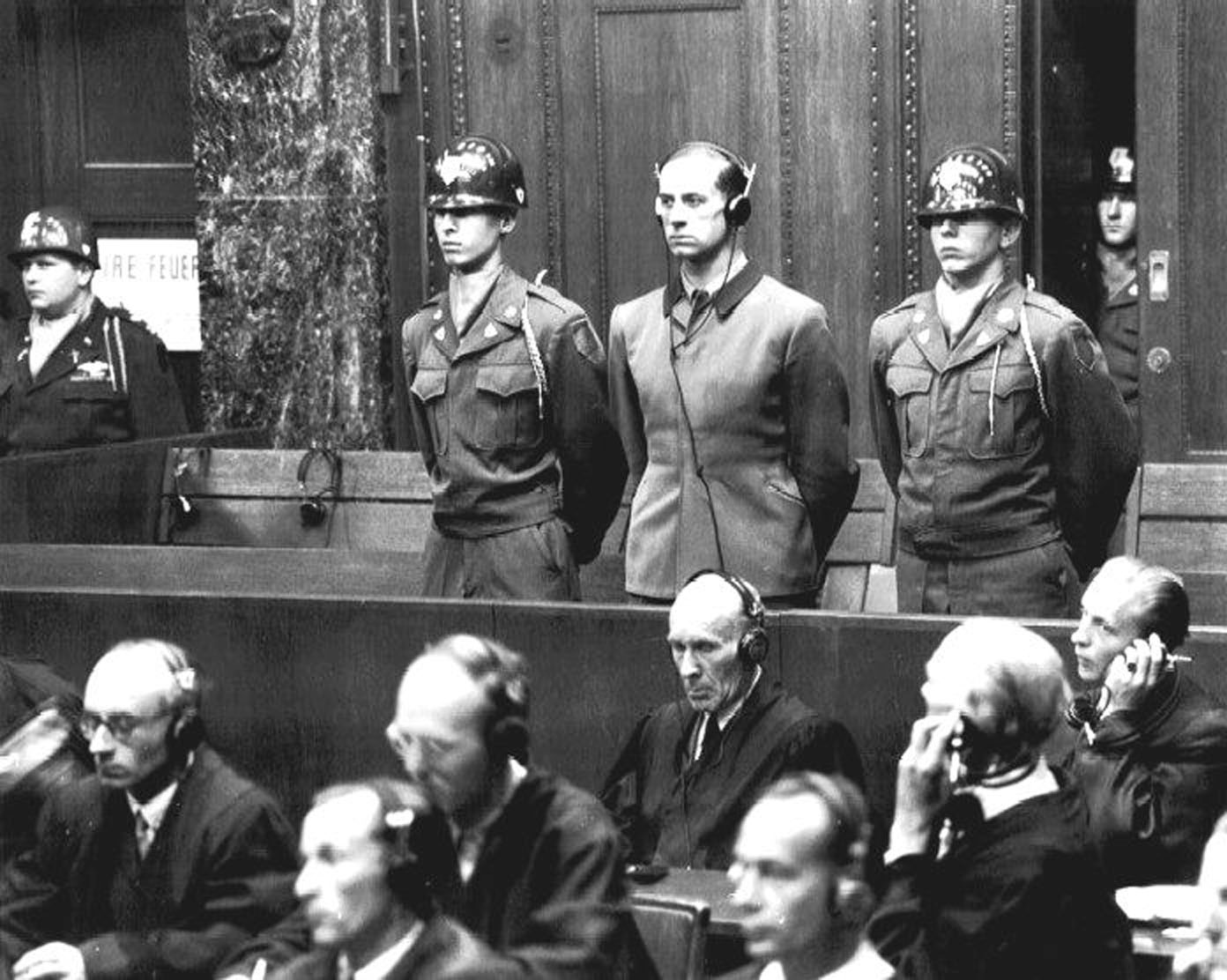
processo di Norimberga, Processo ai dottori. Furono ascoltati 85 testimoni e esaminati 1471 documenti. Dei 23 imputati, venti erano medici fra cui tre ufficiali nazisti; 7 furono assolti, 7 furono condannati a morte; i rimanenti furono condannati al carcere con diversi gradi di imputazione

Nel processo ai dottori, uno dei processi secondari di Norimberga tenutosi nel 1946, ovvero dopo quello principale celebrato ai più importanti criminali del regime nazista, la testimonianza di un infermiere di Irsee aiutò a far luce sull'ultimo giorno di vita del giovane Lossa:
Gli chiesi: Perché "in memoria"?
E lui rispose: "Tanto io non vivo a lungo. Voglio morire quando sei di turno tu, così mi metti bene nella bara".
Però non ero in turno io: quando sono arrivato la mattina, Lossa non era nel suo letto.
Era seduto a terra nella stanza dei bambini. Aveva il viso blu, la bava alla bocca e la pelle della bocca e del corpo sembravano borotalco, tanto erano squamate.
Ho provato a parlargli ma non... È morto nel pomeriggio.
La diagnosi fu di broncopolmonite.»
(Ausmerzen. Vite indegne di essere vissute, di Marco Paolini tratto dal sito del Museo del giocattolo di Napoli)
A questo processo fu chiaramente stabilito che Ernst non era ammalato e non soffriva di nessuna turba psichica e come qualsiasi altro ragazzo con problemi esistenziali, era educabile.

## Una trasmissione televisiva in ricordo di Ernst Lossa
(Roberto Saviano commentando il libro di Marco Paolini , Ausmerzen)

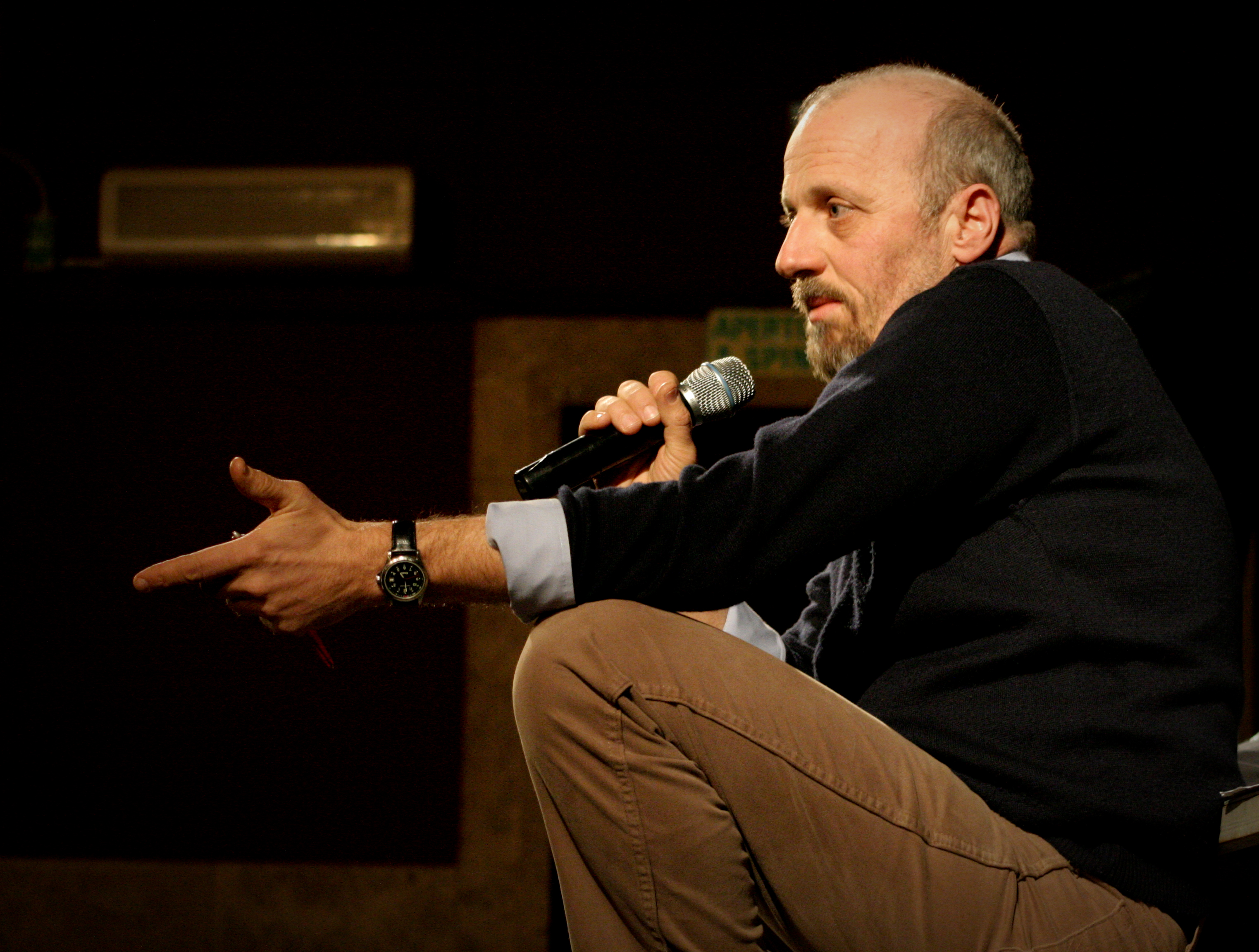
Il drammaturgo, attore e regista Marco Paolini

Media di tutto il mondo hanno dedicato a Ernst Lossa ampi servizi televisivi, radiofonici, giornalistici e siti specializzati sul Web. Un servizio televisivo italiano su Lossa, preparato per il 26 gennaio 2011, alla vigilia del giorno della memoria, è stato quello del drammaturgo, attore e regista Marco Paolini, trasmesso dalla rete televisiva italiana LA7.
La trasmissione seguita da un milione e settecentomila spettatori venne intitolata AUSMERZEN – Vite indegne di essere vissute e fu introdotta da Gad Lerner. Il repertorio del drammaturgo, considerato uno degli attori italiani più impegnati nel teatro di narrazione, consisteva in un lungo monologo, sceneggiato in un ambiente scarno e disadorno e trasmesso in diretta. Avendo come tema gli ospedali psichiatrici sotto il regime nazista, la trasmissione ebbe come teatro alcuni locali dall'ex ospedale psichiatrico Paolo Pini di Milano.
Nel generale tema dell'Olocausto, Paolini affrontava il tema dell'eugenetica nazista e dell'eutanasia, raccontando anche la storia particolareggiata, fatta anche di dialoghi, della eliminazione del giovane jenisch, Ernst Lossa.
La trasmissione è costata a Paolini due anni di lavoro fatto di ricerche sulla documentazione del progetto Aktion T4. Spiegando lo scopo del suo lavoro, Paolini ha detto:
Serve provare a raccontarla perché non penso sia solo archeologia storica, e neppure una storia solo tedesca. Pone domande difficili, che riguardano il presente, e forse è per questo essere difficili che non ce le poniamo volentieri.
Ho chiesto aiuto a Gad Lerner per far sì che queste domande emergano dopo il racconto, dalle impressioni e dalle osservazioni degli spettatori in sala, ma sono sicuro che saranno le stesse che si porranno in tanti da casa.»
(Marco Paolini)
Alla trasmissione, un anno dopo, è seguita anche la pubblicazione di un libro, a cura di Marco Paolini e Michela Signori, ed un DVD sullo stesso tema e con lo stesso titolo.

## Nebbia nel mese di Agosto, il libro di Robert Domes, uno strumento didattico

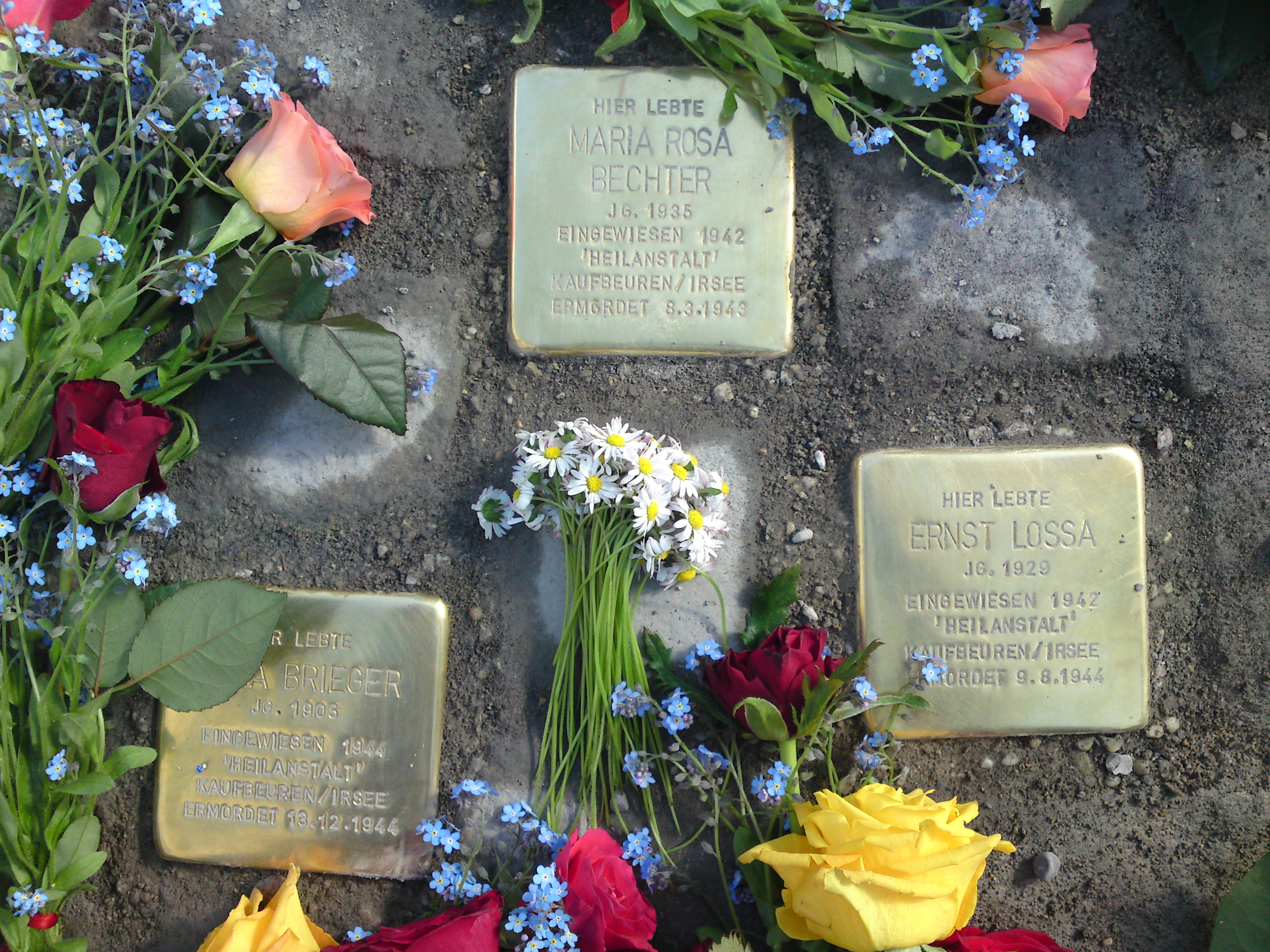
Tre pietre d'inciampo vicino a Irsee per tre vittime uccise per eutanasia, fra cui Ernst Lossa

L'opera più importante su Ernest Lossa è quella dell'autore e giornalista bavarese di Ichenhausen, Robert Domes, il libro Nebbia nel mese di Agosto. Domes ha indagato per cinque anni consultando archivi storici, facendo sopralluoghi e intervistando centinaia di persone.
Alla domanda Perché era necessario che Ernst morisse?  Domes risponde: "Penso che sia stato un testimone scomodo". Ed è da questa probabile ipotesi che prende forma e viene analizzata in maniera particolareggiata tutta la breve vita di Ernst fra cui gli ultimi anni che lo videro ospite fra Kaufbeuren ed Irsee.
Il dott. Michael von Cranach direttore dell'ospedale di Kaufbeuren, nonché primario della clinica di Psichiatria dell'Università della stessa città a cui va il merito di aver fatto luce sugli anni bui della eutanasia nazista a Irsee e a Kaufbeuren, e per l'impegno mostrato nell'aver denunciato con saggi, mostre e convegni, il silenzio che regnava fino a pochi anni fa su quanto accadeva realmente in quelle due città bavaresi, parlando del libro di Robert Domes fa notare: Questo libro è un grande successo, ed è usato [oggi] in molte scuole come strumento didattico.
Ad avviso di Cranach il testo del giornalista bavarese è un libro da cui imparare in maniera concreta la persecuzione razziale e in cui la comprensione degli eventi, va al di là dei soli fatti storici.
Il libro di Robert Domes è stato realizzato anche in Edizione digitale formato kindle.

## Il Museo italiano dedicato al ricordo di Ernst Lossa a Napoli
(Sito del Museo del giocattolo di Napoli. Intestazione della homepage che ne spiega la dedica)
Il museo, una delle più importanti collezioni di giocattoli antichi in Italia, vuole secondo le intenzioni degli organizzatori, assolvere ad una doppia funzione: proporre un'analisi sul contributo formativo del giocattolo nei secoli ed essere fulcro per la sensibilizzazione dell'arte in generale, partendo proprio dall'arte minore che riguarda il giocattolo.
Il museo contiene generi di giocattoli diversi, dalle bambole ai giocattoli di latta; dai giocattoli di legno ai giochi da tavolo; dai pupazzi ai giocattoli militari. e nasce grazie alla collezione di oltre 1500 giocattoli del docente del Suor Orsola, Vincenzo Capuano.
Il Museo del Giocattolo di Napoli è dedicato alla memoria di Ernst Lossa per ricordare la normale infanzia che a Ernst fu negata dalle vessazioni e soprusi del sistema criminale nazista.

## Nella cultura di massa
- Ausmerzen, vite indegne di essere vissute, di Gad Lerner, monologo di Marco Paolini, andato in scena dalle cucine dell'ex-ospedale psichiatrico Paolo Pini di Milano. Una trasmissione su Ernst Lossa e sul programma di eugenetica razziale Aktion T4, LA7, 27 gennaio 2011. Parte della trasmissione in cui si parla di Ernest Lossa, Il monologo completo di Marco Paolini Archiviato il 21 giugno 2013 in Internet Archive.
- Nebbia in agosto (titolo originaleː Nabel in august) di Robert Domes, regia di Kai Wessel, produzione austriaco-tedesca, 2016, 121 minuti, con Ivo Pietzcker e David Bennent.